# Dimos Sparti
Dimos Sparti (Sparti) är en kommun i Grekland.   Den ligger i prefekturen Lakonien och regionen Peloponnesos, i den södra delen av landet, 150 km sydväst om huvudstaden Aten. Antalet invånare är 36 540.